# Nikolaj Krastew
Nikolaj Dimow Krastew (auch Nikolay Dimov Krastev geschrieben, bulgarisch Николай Димов Кръстев; * 29. Oktober 1979 in Burgas, Bulgarien) ist ein ehemaliger bulgarischer Fußballspieler.
1997 wechselte aus der Jugendmannschaft von FK Neftochimik in die erste Mannschaft, die seinerzeit in der A Grupa spielte. Im Jahr 2006 stieg er mit seiner Mannschaft ab. Anschließend erfolgte nach der Zusammenlegung von FC Naftex (wie zwischenzeitlich Neftochimik hieß) und FC Tschernomorez Burgas den Wechsel von Krastew zum FC Tschernomorez in die B Grupa. Er schaffte mit seiner Mannschaft in der Saison 2006/07 den Wiederaufstieg. In der Spielzeit 2009/10 wurden seine Einsätze seltener. Krastew wechselte zu Tschernomorez Pomorie in die B Grupa, wo er im Jahr 2012 seine Laufbahn beendete.

## Sportliche Erfolge
- Bulgarischer Vizemeister: 1997
- Bulgarischer Pokalsieger: 1997